# Mercy, Mercy, Mercy
Mercy, Mercy, Mercy è un CD a nome della Nat Adderley Quintet, pubblicato dalla Evidence Records nel febbraio 1997.

## Tracce
1. Spontaneus Combustion – 5:56 (Cannonball Adderley)
2. Hummin' – 7:52 (Nat Adderley)
3. On the Sunny Side of the Street – 3:25 (Dorothy Fields, Jimmy McHugh)
4. What Is This Thing Called Love? – 6:02 (Cole Porter)
5. Rabbit – 8:12 (Antonio Hart)
6. Mercy, Mercy, Mercy – 4:32 (Joe Zawinul)
7. Papa Nat – 6:01 (Rob Bargad)
8. Trouble in Mind – 4:36 (Richard M. Jones)
9. Little Boy with the Sad Eyes – 7:15 (Nat Adderley)

Durata totale: 53:51

## Musicisti
- Nat Adderley - cornetta, voce
- Antonio Hart - sassofono alto, sassofono soprano
- Rob Bargad - pianoforte
- Walter Booker - contrabbasso
- Jimmy Cobb - batteria

Note aggiuntive:
- Big Apple Productions Inc. - produttore
- Registrazioni effettuate il 18 e 19 dicembre 1995 presso il Clinton Studio A di New York City, New York